# Nesobasis campioni
Nesobasis campioni – gatunek ważki z rodziny łątkowatych (Coenagrionidae). Endemit Fidżi; stwierdzony na wyspach Viti Levu, Ovalau i Wakaya.
Gatunek ten opisał w 1924 roku Robert John Tillyard na łamach czasopisma „Transactions of the Entomological Society of London”, w oparciu o dwa okazy samców odłowione w październiku 1922 roku w Sigatoka na wyspie Viti Levu.